# New Flat
Albums de The Nits
Tent
(1979) Work
(1981)
New Flat est un album de The Nits paru en 1980 chez Columbia Records.

## Liste des chansons
Tous les titres sont de Henk Hofstede (HH) et de Michiel Peters (MP).
1. New Flat – 2:45 (HH)
2. Holiday on Ice – 3:00 (HH)
3. Saragossa – 2:29 (MP)
4. Office at Night – 3:07 (HH)
5. Uncle on Mars – 3:52 (HH)
6. Statue – 3:18 (MP)
7. His First Object – 2:21 (HH)
8. Different Kitchen – 3:35 (HH)
9. Safety in Numbers – 3:12 (MP)
10. Bobby Solo – 2:09 (HH)
11. Zebra – 2:09 (MP)
12. Rubber Gloves – 2:34 (MP)
13. Bite Better Bark – 2:59 (HH)
14. Aloha Drums – 3:06 (MP)

## Crédits

### Le groupe
- Michiel Peters – chant, guitare
- Alex Roelofs – basse, claviers
- Henk Hofstede – chant, claviers
- Rob Kloet – batterie

- Paul Telman – ingénieur du son
- Hans Schot – lumières

### Autres musiciens
- Aad Link – trompette
- Robert Jan Stips – harmonica

### Techniciens
- Aad Link – ingénieur du son
- Robert Jan Stips – producteur
- The Nits – producteurs
- Aad Link – mixage (Soundpush Blaricum)
- John Sonneveld – mixage (DMC Baarn)
- Robin Freeman – mixage (Relight)

### Divers
- The Nits – arrangements
- Soss Music : édition
- Joep Bruijnje – photographies
- The Nits – design & mise en page